# Kristian Schultze
Pour les articles homonymes, voir Schultze.
Kristian Schultze (né le 21 janvier 1945 à Francfort-sur-l'Oder, mort le 22 novembre 2011 à Bad Tölz) est un musicien allemand, compositeur, clavieriste et producteur.

## Biographie
Kristian Schultze est le fils de Norbert Schultze, l'auteur de la chanson Lili Marleen, et de Iwa Wanja, une actrice et chanteuse célèbre à son époque.
Il grandit à Rio de Janeiro, Hambourg et Berlin où il étudie le clavier et la composition.
Il fait partie du groupe de jazz fusion Passport entre 1973 et 1977, et enregistre les albums Looking Thru, Cross Collateral, Infinity Machine et Iguacu. 
Dans les années 1970, il monte avec Michael Holm le projet Cusco (de), qui est nommé aux Grammy Awards, après avoir publié une vingtaine d'albums.
En 1984 il travaille à Los Angeles avec Giorgio Moroder en tant qu'arrangeur et producteur.
Il a composé de nombreuses musiques de film.

## Discographie partielle

### Avec Passport
- 1973 : Looking Thru
- 1975 : Cross Collateral
- 1976 : Infinity Machine
- 1977 : Iguacu

### Avec Cuso
- 1980 Desert Island
- 1981 Cusco II
- 1982 Cool Island
- 1983 Planet Voyage
- 1983 Virgin Island
- 1984 Island Cruise
- 1986 Concierto de Aranjuez
- 1987 Tales from a distant land
- 1988 Apurimac
- 1989 Mystic Island
- 1989 Ring der Delphine
- 1989 The Best Of Cusco
- 1990 Water Stories
- 1991 Sielmann 2000/Cusco 2000
- 1993 2002
- 1993 Australia
- 1994 Apurimac II
- 1995 A Choral Christmas
- 1997 The Best Of Cusco
- 1997 Apurimac III Nature, Spirit and Pride
- 2001 Ancient Journeys
- 2003 Inner Journeys
- 2005 Essential Cusco: The Journey